# 曾拱辰
曾拱辰（1436年—？），字朝極，福建延平府南平縣人，軍籍。明朝政治人物。進士出身。

## 生平
福建鄉試第八十三名舉人。成化八年（1472年）壬辰科會試第一百四十八名，殿試登進士第三甲第三十六名。官崇仁縣知縣，成化十五年（1479年）調任江西新喻縣知縣。

## 家族
曾祖父曾惠一。祖父曾仲榮。父亲曾延年。